# Little Ann
Little Ann – osada w Anglii, w hrabstwie Hampshire. Leży 17 km na północny zachód od miasta Winchester i 104 km na zachód od Londynu.